# Agrotis kaolifeltia
Agrotis kaolifeltia là một loài bướm đêm trong họ Noctuidae.